# Суволивадна базилика
Суволивадната или Доленската базилика (на македонска литературна норма: Суви Ливади) е раннохристиянска православна базилика, чиито руини са открити край битолското село Доленци, Северна Македония.

## Местоположение
Намира се на 500 m източно от Доленци и североизточно от Цапари, в местността Суви ливади в Цапарското поле. Базиликата е в землището на Кажани.

## История
Базиликата е открита при подготовката на терена за овощни насаждения. На 23 ноември 1971 година обектът е обявен за паметник на културата.

## Описание
При защитните разкопки в 1970 – 1972 година се установява, че става въпрос за трикорабна базилика, с притвор и по една пристройка от северната и южната страна. В централния кораб има мозаечен под с геометрични и зооморфни мотиви и старогръцки надпис.